# 히타치노우시쿠역
히타치노우시쿠역(일본어: ひたち野うしく駅, ひたちのうしくえき)은 일본 이바라키현 우시쿠시에 있는 동일본 여객철도의 철도역이다. 1985년에 개업한 반파쿠주오 역이 전신이며 이후 폐역이 되었다가, 일본 도시재생기구와 우시쿠시측에서 공동으로 비용을 부담하여 1998년 다시 개업하였다.

## 역 구조
쌍섬식 승강장 2면 4선 형태의 지상역이며, 교상역사를 가지고 있다.

### 승강장
| 1·2 | ■ 조반선 | 도리데 · 마쓰도 · 우에노 · 도쿄 · 시나가와 방면 (우에노도쿄라인) |
| 3·4 | ■ 조반선 | 쓰치우라 · 미토 · 가쓰타 · 다카하기 방면                         |

## 역사
- 1998년 3월 14일 - 개업.
- 2001년 11월 18일 - 스이카의 사용이 개시되었다.

## 인접역
| 동일본 여객철도      | 동일본 여객철도 | 동일본 여객철도            |
| -------------------- | --------------- | -------------------------- |
| 우시쿠 시나가와 방면 | ■조반선         | 아라카와오키 다카하기 방면 |